# Garvin Bushell

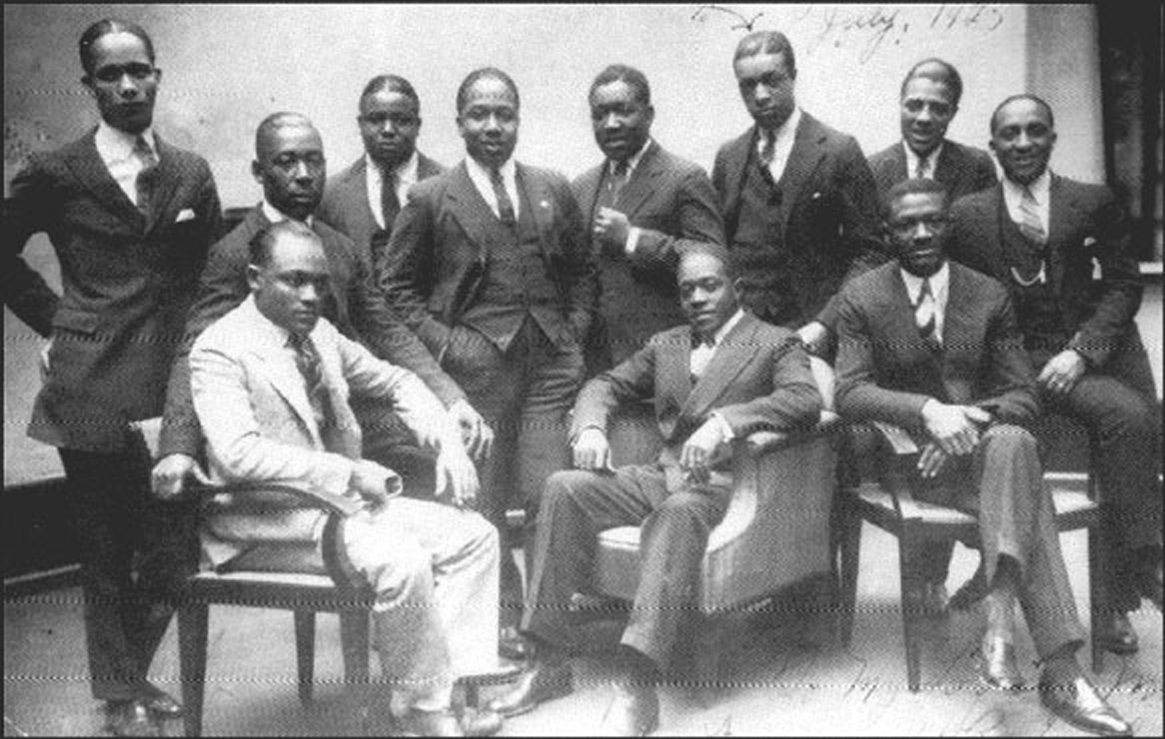
Sam Wooding and His Orchestra, met Garvin Bushell, staande tweede van rechts.

Garvin Bushell (1902-1991) was een jazz-muzikant die verschillende muziekinstrumenten bespeelde: klarinet, hobo, fagot en saxofoon. Hij speelde dixieland, swing en moderne jazz en werkte onder meer Cab Calloway en John Coltrane. Ook speelde hij klassieke muziek.

## Biografie
Garvin Bushell was de zoon van een zanglerares en een componist. Hij studeerde piano in Ohio en saxofoon, fagot, hobo en fluit in Parijs, New York en Berlijn. In 1919 kwam hij naar New York, waar hij opnames maakte met Johnny Dunn en Mamie Smith' Jazz Hounds. Daarna volgden opnames met Perry Bradford. Hij werd lid van de band van Sam Wooding (zie foto), waarmee hij ook in Europa speelde. Van 1926 tot 1928 speelde hij bij Cab Calloway, waarna hij lid was van de Louisiana Sugar Babies, met Jabbo Smith, Fats Waller en James P. Johnson. Met deze groep nam hij een van de eerste fagot-solo's in de jazz-geschiedenis op. Later werkte hij met Otto Hardwick (1931), Fess Williams (1933) en Fletcher Henderson (1935/1936). Hij speelde enkele jaren bij het orkest van Chick Webb, dat na diens dood door Ella Fitzgerald werd geleid. In 1944 nam hij op onder eigen naam. Vanaf de jaren vijftig was hij vooral als muziekleraar werkzaam. In 1950 speelde hij fagot in Chicago Civic Orchestra. In 1959 werkte hij bij Wilbur de Paris (tot 1964) en in een wederopstanding van de band van Fletcher Henderson. In 1961 was hij gastmuzikant bij opnames van John Coltrane (bij de "Africa/Brass"-sessie en als lid van diens sextet met Eric Dolphy toen zij in de Village Vanguard speelden). In 1964 speelde hij op enkele opnames van Gil Evans. Bushell heeft ook meegwerkt aan opnames van bijvoorbeeld Bessie Smith (1930), Wild Bill Davison, Slim Gaillard, Bunk Johnson, Ethel Waters en Rex Stewart. 
In 1988 kwam Bushell met een autobiografie.

## Discografie
- One Steady Roll, Delmark, 2009